# 英屬印度洋領地
英屬印度洋領地（英語：British Indian Ocean Territory，縮寫為BIOT）是英國在印度洋的海外領土，包含查戈斯群岛的2300個大大小小的熱帶島嶼，總土地面積約60平方公里。
整個屬地位於馬爾地夫南方，介乎非洲東岸與印尼的中間，約在南緯6度及東經71度30分的海面上。群島最南端的迪亞哥加西亞島，也是屬地中最大的一個島，佔了整個印度洋正中心的戰略位置，英國與美國在此島上合作，非法驅逐全部原居民，共同建立了一個軍事基地，並主要由美軍運作，作為海軍艦隊的中繼補給站。除了軍港外，該島上也建立了一個規格完整的軍用機場，像B-52這類超大型戰略轟炸機也能順利起降。在美國對伊拉克與阿富汗的戰爭期間，迪亞哥加西亞島就成為了戰略轟炸機的前線基地，進行遠距離空中支援。
2024年10月3日，英国宣布同意放弃查戈斯群岛的主权，在未来把群岛移交给毛里求斯。2025年5月22日，英国与毛里求斯签署一项协议，預定将查戈斯群岛主权移交给毛里求斯，并以99年租期的形式保留美英在该地区的军事基地运营权。

## 歷史
查戈斯群島是由葡萄牙探險家於十六世紀初發現。在十八世紀，法國聲稱擁有該島的主權，並且併為模里西斯的屬地。然而在1810年，英國佔領了模里西斯，法國在1814年巴黎和約中放棄了模里西斯的主權。在十九世紀末，農業工人遷往這些島中，在迪亞哥加西亞島居住及種植椰樹，並開發椰樹種植園，以生產椰乾。
1965年，英國私自將查戈斯群島從模里西斯分割出來。同年11月8日，英国正式將查戈斯群島和塞舌爾的阿尔达布拉环礁、法夸爾群島、德羅什島组成英屬印度洋領地。國際法院及一些國際法律專家指出這個分割是非法的，因爲國際法並不允許在未獨立前便將國家分割。模里西斯官方亦一直批評此次分割。1966年，英國政府收購了原本屬於私營的椰樹種植園，然後將之關閉，並將該島的人民驅逐。在1971年，美國和英國簽署了一項合約，給予美國在該島建設軍事基地。於1976年6月23日，由於塞舌爾的獨立，英國將亞達伯拉、法誇爾群島及德羅什回歸給塞舌爾。故此，英屬印度洋領地就只由查戈斯群島等6個主要島嶼組成。

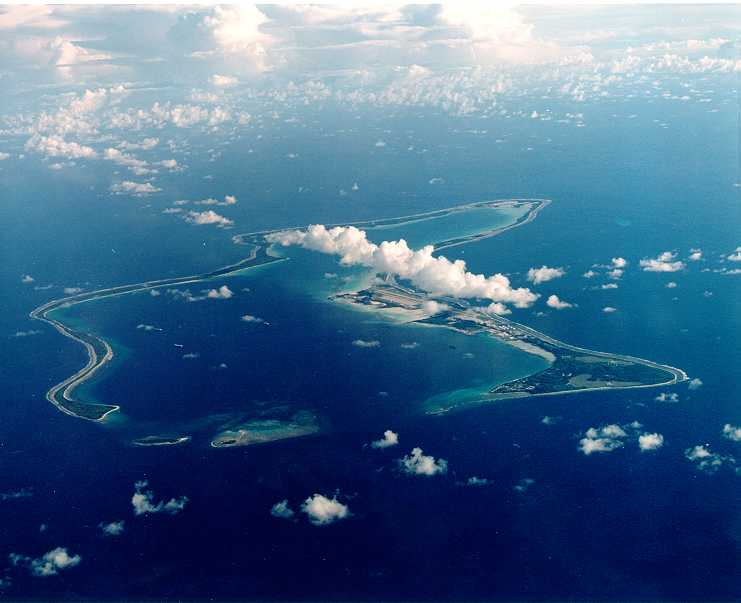
位于迪亞哥加西亞島的軍事基地

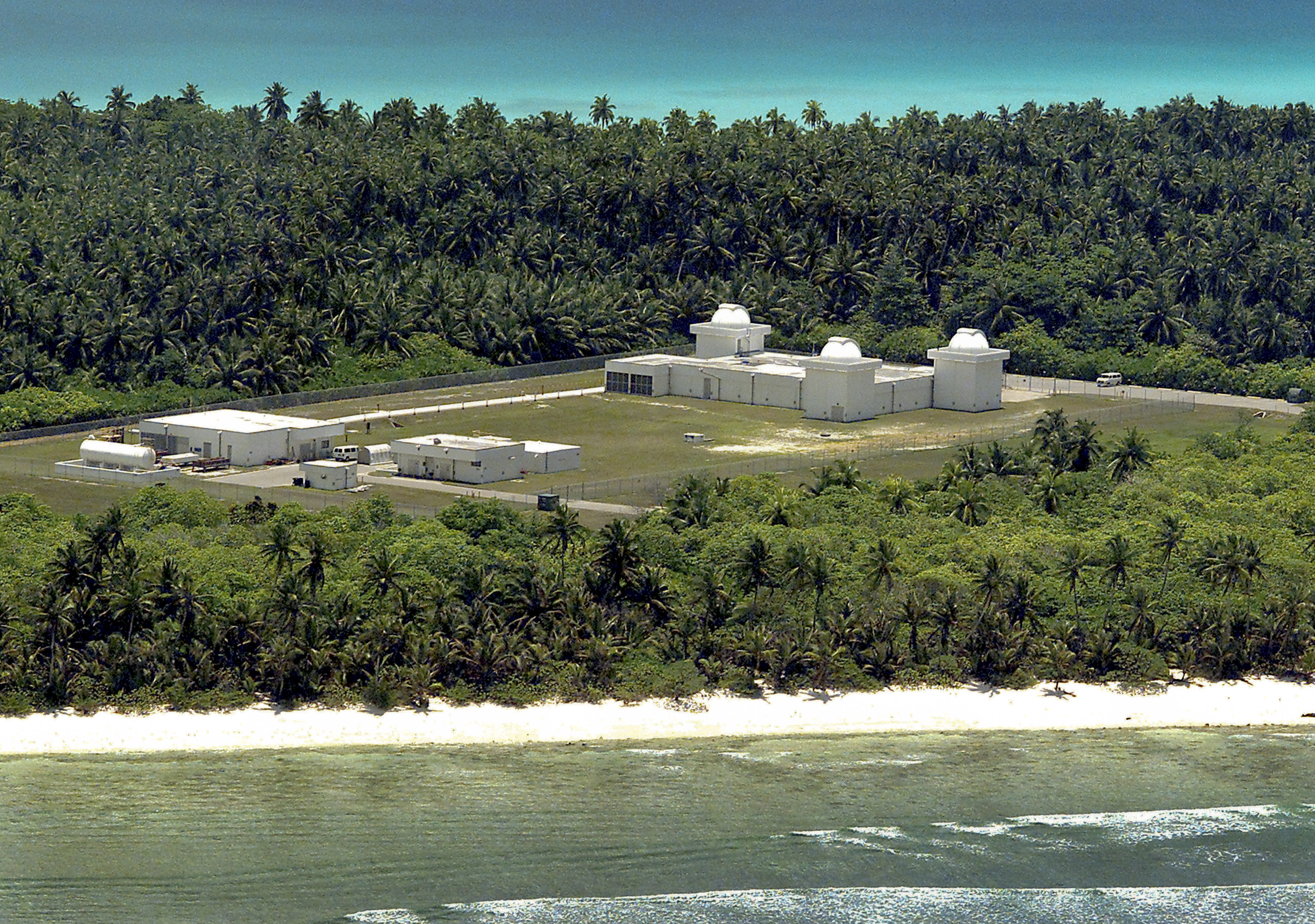
美國的軍事地帶

在美國對伊拉克與阿富汗的戰爭期間，查戈斯群島成為了戰略轟炸機的前線基地，進行遠距離空中支援。
2024年10月3日，英国首相施紀賢宣布，英国同意将该领土移交给毛里求斯，但保留美英在迪戈加西亚岛的联合军事基地。2025年5月22日，英國與模里西斯達成一項協議，預定將查哥斯群島主權移交至模里西斯，並以99年租期使英美保留在該地區的軍事基地運營權。

## 地理

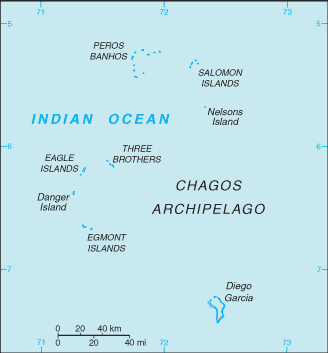
英屬印度洋領地的地圖（1976年）

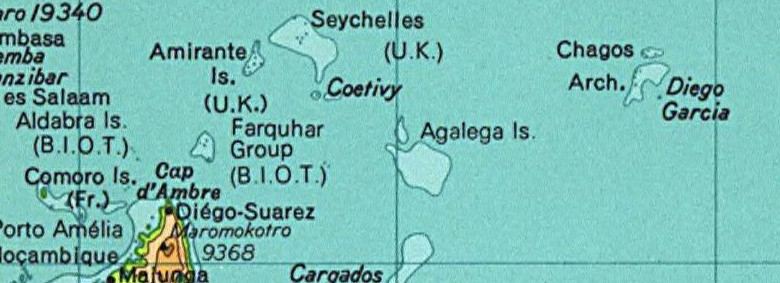
塞舌爾獨立前的英屬印度洋領地（1976年）

英屬印度洋領地包含了查戈斯群島為數達2300個的島嶼，最大的島是迪亞哥加西亞島，面積為60平方公里。迪亞哥加西亞島地勢平坦，炎熱潮濕，平均海拔不超過2米。島上有海軍基地及一個有3公里長跑道的機場。當地大部份島嶼的主要交通工具為單車。雖然迪亞哥加西亞島上擁有大型的軍港，但其他的島嶼卻沒有任何港埠設施。當地屬熱帶氣候，炎熱潮濕，有信風。
2004年英屬印度洋領地（憲法）令，將該地領土定義為包括以下島嶼或島嶼群：迪亞哥加西亞島、三兄弟群島、艾格蒙群島、納爾遜島、佩魯斯巴紐斯島、伊格爾群島、薩洛蒙群島、丹傑島。

### 交通
在迪亞哥加西亞島，該島在港口和機場之間以及街道上有一小段柏油路；交通主要是騎自行車和步行。
迪戈加西亞的軍事基地是該地區唯一的機場所在地。這條跑道長 3,000 米，能夠支持美國空軍的重型轟炸機，例如B-52，並且能夠在任務中止的情況下支持航天飛機。它還擁有一個主要的海軍海港，並且沿著島上的主要道路也有一個碼頭巴士服務。
尋求安全穿越印度洋的遊艇船員可以申請無人居住的外島（迪戈加西亞以外）的繫泊許可，但不得在 3 海里範圍內靠近、登陸或停泊在指定為嚴格自然保護區的島嶼或佩魯斯巴紐斯島環礁內的自然保護區。未經授權的船隻或人員不得進入迪戈加西亞島，未經授權的船隻不得靠近島嶼 3 海裡範圍內。

## 政治
由於該地屬英國海外領地，現在島上約3500人都是英美兩國派駐的軍人或相關的承包商，並沒有真正的居民，因此英王並無指派英屬印度洋領地的總督（Governor），而是以專員（Commissioner）與擔任其助手的行政官（Administrator）作為英屬印度洋領地的政府首腦。現任專員為Leigh Turner，行政官為2005年2月上任的東尼·罕弗利（Tony Humphries）。有別於一般政府首腦應居於管轄地的常情，英屬印度洋領地專員自1970年代之後就再也未曾居住在當地，而是居住在英國本土。迪亞哥加西亞島本住有原居民，但美國不顧原居民意願，在英國的協助下，把全部原居民強行遷走。英美兩國都沒有為他們作出像樣的安置，不少人只好流浪街頭，貧病交逼，有原居民因而想返回迪亞哥加西亞島生活，但全被拒絕。

## 法律
英屬印度洋領地的法律是基於英國法律，而英屬印度洋領地專員被賦予全權制訂該領地的法律。英國還擁有一項與模里西斯簽訂的合約：當英國不須將該領地作為防衛用途時，主權將會交回給模里西斯。

## 經濟

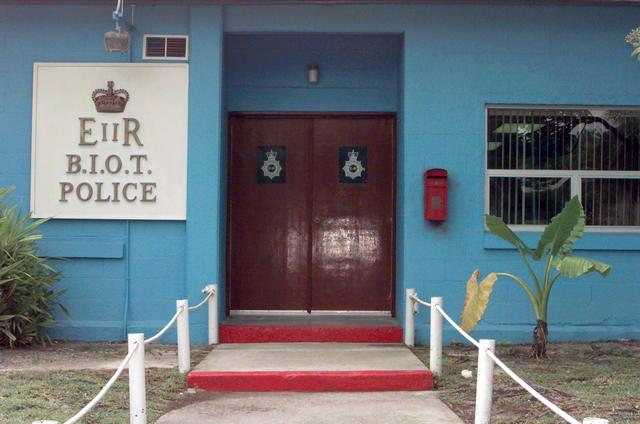
一間位于迪亞哥加西亞的警察局

英屬印度洋領地的經濟活動都集中在有英國和美國軍事防衛設施的迪亞哥加西亞島上。大約2,000名當地原住民在英國和美國在設立軍事防衛設施之前被命令撤離至模里西斯。在1995年，有大約1,700名英國和美國軍事人員和1,500名平民承包商居住在此島上。各種施工計劃及服務由當地軍事人員和來自英國、模里西斯、菲律賓和美國的合約雇員支撐。此島上沒有任何工業或農業活動。商業及漁業活動令該領地增添了每年大約100萬美元的收入。由於公衆和軍事需求，此島有獨立的電話設施，也具備所有標準的商業電話服務。該島也提供了網絡連接服務。而國際電話服務則須經過衛星傳播。該領地也設有三個廣播站，分別是一個AM和兩個FM頻道，另設有一台電視廣播站。該領地的頂級國際域名是.io。另外，該領地自1968年1月17日起已開始發行郵票。

## 外部連結
- Diego Garcia Online: Information for the Diego Garcia, BIOT population. （页面存档备份，存于）
- UK Foreign Office- profile
- CIA World Factbook Entry （页面存档备份，存于）
- Diego Garcia timeline posted at the History Commons
- US Military Site on Diego Garcia
- A Return from Exile in Sight? The Chagossians and their Struggle, from the Northwestern Journal of International Human Rights （页面存档备份，存于）

6°00′S 71°30′E / 6.000°S 71.500°E